# 武雙山正士
武雙山正士，（1972年2月14日—），本名尾曾武人（尾曽 武人），日本茨城縣水戶市出身（生於常陸那珂市)的前大相撲力士(最高位置是東大關)。他所屬的相撲部屋是武藏川部屋。他身高184cm、體重177kg。
他在1993年1月開始專業相撲生涯，在四次季賽後昇進至幕內級別。他曾13次獲得三賞，在成為小結和關脇31場所後在2000年成為大關，他在2004年引退，現在是藤島部屋的年寄。

## 早年生涯
武雙山的父親是尾曽正人是建築公司的老闆，也是茨城縣相撲協會的主任，所以他從小就對相撲感興趣。他在高中和專修大學獲得了全國業餘相撲橫綱頭銜，他是另一力士土佐之海的對手。他在1993年1月開始專業相撲生涯，由於他業餘相撲的成就，他在幕下級別開始職業相撲生涯。他連續兩次以7-0的比分晉級至十兩級別，並把四股名改成武雙山。他在9月成為幕內力士，他在職業生涯中只用了7場季賽就到達三役級別。並於1994年3月成為關脇，9月份他贏得了前11場比賽，在接下來的幾年中，他經常以關脇或小結排名，但是無法再進一步。因他受了一些傷，包括肩關節脫臼，左腳趾大問題，影響了他的晉級。

## 大關
2000年1月，武雙山以13-2的比分贏得了他的第一次優勝，他在3月份以12-3的成績跟進，獲得了季軍，這使他晉升為大關。由於傷病，他錯過了第一次比賽，復出後只得4:11被降回關脇。不過他在2000年9月的賽事中拿下了10場胜利，立刻使他恢復大關的地位。他在作為大關的時間進一步被傷病所困擾，這意味著他往往只是努力維持他的等級，而不是挑戰成為橫綱。他作為大關最好的表現是在2001年3月比賽12-3的成績。但那是他能唯一贏得超過10次勝利的比賽。
在2001年5月夏場所的第六天，他與琴光喜啓司進行了9分17秒的比賽。兩次休息之後，這場比賽最終被取消，並在當天晚些時候重新安排了比賽，這是自1978年以來第一次發生(但最後武雙山輸了)。他最後一次以兩位數的成績進行的比賽是在2003年7月。在退出2004年9月的比賽之後，他只有兩場胜利，他在11月份輸掉了前三場比賽，並宣布引退，年僅32歲。

## 引退後
引退後，武雙山留在部屋成為藤島年寄，他還曾擔任比賽的勝負審判。2010年9月接任主教練，更名為藤島部屋。截至2016年，部屋沒有任何高級幕內力士(最近培養出十兩力士武將山虎太郎)。